# BC Mureș
A BC Mureș (magyarosan Maros KK) férfi kosárlabdacsapat Marosvásárhelyen. 1997-ben alakult meg, a csapat jelenleg a román bajnokság első osztályában játszik.

## A csapatról
A csapat keretében a megalakulás után többször alapvető változás következett be. 2006-ban érkezett JuJuan Laray Cooley, Brian McCulogh, Troy Selvey és Jay Anderson, mindannyian az Egyesült Államokból, akikkel megkezdődött a csapatépítés új korszaka, melynek következtében nagyot nőtt a csapat játékának minősége. Ezt a közönség is megérezte: hamarosan telt ház előtt játszotta a csapat az összes otthoni mérkőzését. A mai napig igaz ez minden hazai pályán játszott mérkőzésre.
Az ősz során Jay Anderson megsérült, kisebb műtéten esett át az Egyesült Államokban. Helyére érkezett Luke McKenna, aki hamarosan meghatározó tagja lett a csapatnak. 2008 telén a klub vezetése úgy döntött, hogy a visszaeső formát mutató Troy Selveytől a tavaszi idény kezdetétől megválik. A szurkolók kiharcolták, hogy az általa viselt 44-es mezt a klub visszavonja, így köszönve meg az általa nyújtott segítséget. A 2007–2008-as évad végén a klub az erősen visszaesett formát mutató Brian McCuloghtól is megvált.

### 2008–2009
A 2008–2009-es évad előtt a csapat gyorsan aláírt néhány amerikai játékossal; a régi idegenlégiósok közül csak Cooley és McKenna maradt a csapatnál. A Gaz Metan Medgyes csapatától érkezett ekkor kölcsönbe Vajda Attila, aki korábban is játszott már Marosvásárhelyen. Az átigazolások azonban nem hozták meg a hozzájuk fűzött reményeket. 2008 novemberében a sorozatos vereségek következtében a kezdetektől a csapatot irányító Mihai Corui a szurkolók követelésére lemondott, majd a tavaszi idény kezdetétől a Gaz Metan Medgyes csapatához szerződött mint vezetőedző. Távozását követően átmenetileg Szászgáspár Barnabás vette át a csapat irányítását, míg megérkezett az új edző Litvániából, Audrius Prakuraitis. Az új edző leigazolta Major Wingate-et, majd az őszi idény végén három idegenlégiós játékostól megvált. A gazdasági recesszió következtében a legtöbb támogató a pénzösszegek egy részét visszavonta vagy visszalépett, s ez a helyzet oda vezetett, hogy a csapat az idényközi szünetben képtelen volt további játékosokat igazolni, és az egész idény a bizonytalanság jegyében telt el.

### 2009–2010
A 2009–2010-es évad két fiatal román játékos, Marius Bulancea és Cătălin Vlaicu leigazolásával kezdődött. A klubszervezés színvonalát mutatja, hogy három olyan játékos is leigazolásra került, akik közül egyik – Michael Jefferson – komoly magatartásbeli, a másik kettő pedig – Travis Reed és Qavotstaraj Waddell – egészségügyi gondokkal küzdött, melyekről előzőleg a klub vezetése nem bizonyosodott meg. E melléfogások ellenére két nagyszerű játékost sikerült leigazolni; mindkettő litván nemzetiségű. Arturas Masiulis beállós a szezon legjobb védekező játékosa, Vaidotas Peciukas pedig a klub egyik legeredményesebb bedobója lett. Mellettük még Keyron Sheard játékirányító és Branislav Tomic beállós érkezett. Az idény katasztrofálisan kezdődött, ami elsősorban a nehezen összekovácsolódó új játékosoknak volt köszönhető: a csapat a Románia Kupából kiesett, a bajnokságban pedig az első nyolc mérkőzésből hetet elvesztett. Ezt követően azonban lassan kezdett összeállni a játék, és az idény végére a csapat már a nyolcadik helyen végzett. A rájátszásban a Kolozsvár csapatával (a későbbi második helyezettel) kellett megküzdjön, és meglepetésre igencsak megszorongatta, öt mérkőzésig tartó párbajban volt képes csak a kolozsvári csapat győzedelmeskedni. Ezt követően a klub vezetősége megvált Audrius Prakuraitis vezetőedzőtől, és Déry Csaba személyével megkezdődött az új idényre való felkészülés.

### 2010–2011
A 2010–2011-es idényre egy alapvetően új csapattal nevezett be a BC Mures. A régi idegenlégiósok közül csupán Cooley maradt a csapatnál, mellé két amerikai (Eddy Barlow Mayfield és Jason Forte), egy szerb (Aleksandar Mladenovic) és egy litván (Gytis Sirutavicius) játékost igazoltak. Őket egészítette ki két kiváló román játékos, Flavius Lăpuşte (Kolozsvárról) és Liviu Dumitru (Pitești-ről). Az idénykezdet nagyon sikeres volt: egy öt mérkőzésből álló nyereségsorozattal indult a csapat, a Románia Kupában is sikeresen vette az első  párharcot, és a lendületét a továbbiakban is megtartotta, több hétig vezette is a tabellát. Mivel Mayfield igen hamar lesérült, és több mérkőzést kénytelen volt kihagyni, a csapat november elején leigazolta az igen fiatal, de annál tehetségesebb Dwight Lewist. Az őszi idény közepétől már bebizonyosodott, hogy ebben az összeállításban a csapat nem fogja tudni végigjátszani ennyire sikeresen az egész idényt, hiszen Mladenovic sérülés miatt kénytelen volt kihagyni egy mérkőzést, és utóbb is csak nehezen gyógyult fel, helyettesítése pedig nehéznek bizonyult. Sérülése következtében Lapuste többet kellett vállaljon, ennek következtében enyhébb sérülést szenvedett. A csapat az őszi idényt végül a negyedik helyen zárta. Amint azt már sejteni lehetett, karácsony előtt a csapat megvált Sirutaviciustól és Mayfieldtől, majd a tavaszi idény előtt leigazolták a többszörös román válogatott Andrei Căpuşant és a temesvári csapattól Nicholas Covington játékirányítót Cooley feladatának megkönnyítésére. A bajnokságot az 5. helyen zárta a csapat, ami az addigi legjobb helyezés volt. A rájátszás első körében viszont 3-0-s vereséget szenvedett a Steauatól, így a Maros KK megőrizte helyét a tabellán, fennállásának addigi legjobb helyét elérve.
A 2010-2011-es keret:
edző: Déri Csaba
4 - Daniel Pătru, 4 - Nicholas Covington, 5 - Liviu Dumitru, 6 - Pascu Norbert, 7 - Aleksandar Mladenovic, 8 - Jason Forte, 9 - Gytis Sirutavicius, 9 - Andrei Căpuşan, 10 - Eddy Barlow Mayfield, 10 - Jason Straight, 11 - Mihai Buciuman, 12 - Vlad Pora, 13 - Flavius Lăpuște, 14 - Jakab Cristian, 21 - Dwight Alexis Lewis, 22 - JuJuan Cooley, 25 - Gabriel Hallai

### 2011–2012
A 2011–2012-es idényre új játékosokat, nagy neveket sikerült a csapatba hozni, Virgil Stanescu személyében az egyik legismertebb hazai játékos érkezett a Maros partra, de jött Adrian Tudor volt válogatott játékos is. Az együttes életében újabb változás állt be azzal, hogy Déry Csaba helyett a Magyarországon bajnoki címet és kupagyőzelmet is magáénak tudó Szrecsko Szekulovics ülhetett le a kispadra. A szerb edző a lehető legtöbbet hozta ki a csapatból, a már kész keretet egészen a negyeddöntőig vitte. A rájátszás első körében a kolozsvári U-Mobitelcotól 3-1-es vereséget szenvedett a Maros KK, olyan körülmények között, hogy a csapat bálványa, Jujuan Cooley egyszer csak fogta magát és hazautazott, minden kapcsolatot megszakítva az őt imádó szurkolókkal. Ennek ellenére a csapat szoros mérkőzéseket játszott Kolozsvárral, de végül megmaradt az alapszakasz végén elfoglalt 6. helye.
A 2011-2012-es keret:
4 - Virgil Stănescu, 5 - Liviu Dumitru, 6 - Balázs Baczó, 7 - Calvin Watson, 8 - Jason Forte, 9 - Gabriel Oltean, 10 - Adrian Tudor, 11 - Alin Borşa, 12 - Adrian Oprea, 12 - Miladin Pekovic, 13 - Flavius Lăpuşte, 14 - Uros Mirkovic, 14 - Mikalai Aliakseyeu, 15 - Radu Paliciuc, 21 - Daniel Uţă, 22 - Jujuan Cooley, 25 - Gabriel Hallai

### 2012–2013
A 2012–2013-as bajnokságra szinte teljesen új csapatot állított össze Szrecsko Szekulovics, visszatért a csapathoz a litván Vaidotas Peciukas, érkezett Andrija Ciric, Matija Ceskovic, Temidayo Adebayo, Darko Balaban és Tudor Jucan, majd bajnokság közben megvált a csapat Adebayotról és Balabantól, érkezett Ousmane "Uzzie" Barro majd Gediminas Navickas. Szenzációs hangulatban telt a bajnokság, a csapat az első fordulós, Temesvár elleni hazai vereséget követően sorra nyerte meg a párharcokat, sőt Ploiestien is sikerült nyerni. Az alapszakasz utolsó fordulóbeli hazai találkozót követően mintegy 1000-1200 szurkoló várta visszafojtott lélegzettel, ugyanakkor mérkőzés után is hangosan buzdítva a csapatot, Nagyvárad eredményét, majd mikor kiderült, hogy Várad vereséget szenvedett, szinte felrobbant a csarnok a nagy örömtől, ugyanis a Maros KK megnyerte az alapszakaszt, ezáltal minden további párharcban pályaelőnyt élvezett.
A rájátszás első körében nehezebb diónak bizonyult a CSM Bukarest, de az első mérkőzésen elszenvedett vereséget követően 3-1-re behúzta a csapat a párharcot, majd következett egy sima 3-0 Medgyes ellen. A döntőben, bár pályaelőnnyel rendelkezett a csapat az első két Maros parti találkozó után 1-1-gyel mehettek Ploiestire. A harmadik meccs egy hihetetlen, közel 30 pontos marosvásárhelyi győzelmet hozott, olyan körülmények között, hogy az első számú center, Barro, eltiltás miatt nem szerepelhetett. Másnap egyenlített Ploiesti és az utolsó két mérkőzést is megnyerte, így a Maros KK bajnoki ezüstérmet "ünnepelhetett", bár mindenki a tigriseket tartotta az esélyesebbnek.
A 2012–2013-as keret:
4 - Daniel Tudosa, 5 - Liviu Dumitru, 6 - Balázs Baczó, 7- Temidayo Adebayo, 7 - Barro Ousmane, 8 - Andrija Ciric, 9 - Vaidotas Peciukas, 11 - Alin Borșa, 12 - Dan Păltinișanu, 13 - Tudor Jucan, 14 - Cristian Jakab, 15 - Gediminas Navickas, 21 - Darko Balaban, 24 - Matija Ceskovic

### 2013–2014
A 2013–14-es idényre is némileg módosult a csapat összetétele: Mladenovic érkezett Barro helyére centerbe, Lapuste és Cseszkovics távozott, de érkezett a CSM Bukarest "5-öse", Goran mArtinics a játékirányítói posztra. A csapatot több sérülés is sújtotta, ennek ellenére a 3. helyen zárta az alapszakaszt és az első körben 3-1-re verte Pitestiet. Az elődöntőben nem alakult minden úgy, ahogy elképzelték, Nagyvárad 3-0-s összesítéssel jutott döntőbe, így a Maros KK "csak" a bronzéremért játszhatott. Azt viszont kettős győzelemmel hódította el Kolozsvár előtt.
Ebben az idényben került sor a Maros KK Európai kupa bemutatkozására is, az Eurochallenge kupa csoportkörében a Szolnoki Olaj, a Rilski Sportist Szamokov és a Tsmoki Minszk került a csapat útjába. Az együttes egyáltalán nem vallott szégyent, mindhárom ellenfelét egyszer legyőzte, de nem jutott tovább a csoportból.
A 2013–2014-es keret:
4 - Adrian Oprea, 4 - Alexandru Mihuţi, 5 - Goran Martinic, 6 - Silviu Lupusavei, 7 - Alexandar Mladenovic, 8 - Andrija Ciric, 9 - Vaidotas Peciukas, 10 - Ivan Ivanovic, 11 - Norbert Steff, 12 - Ivan Jelenic, 13 - Teodor Jucan, 14 - Cristian Jakab, 25 - Gediminas Navickas, 33 - Dan Păltinişanu, 41 - Denham Brown, 50 - Balázs Baczó

### 2014–2015
A 2014–2015-ös idényt megint nagy reményekkel várta a csapat, maradt Szrecsko Szekulovics a kispadon, Martinics helyett Szinadinovics lett az irányító Pitești-ről, visszatért szintén Pitești-ről Barro, de jött Lázár László és Polyák László. A bajnokság eleje nem sikerült jól, több furán elveszített mérkőzést követően – bár a csapat bejutott a Románia kupa négyes döntőjébe – a klub vezetősége megköszönte Szrecsko Szekulovics munkáját, és a korábban még itt dolgozó litván Audrius Prakuraitist bízta meg a bajnokság és a kupa hátralevő idejére. Az új edzőnek és két sikeres igazolásnak: Kyndall Dykesnak és Goran Gajovicsnak is köszönhetően a csapat a hatodik helyen zárta az alapszakaszt. Ezt követően a Maros KK a rájátszás első körében – pályahátrányból – sima 3-0-ával verte Kolozsvárt, majd szintén pályahátrányból ugyanilyen arányban múlta felül a Steaua Bukarestet. Következett egy újabb döntő Ploiești-tel, amelyet sajnos, a nagy várakozások mellett, 3-0-ára elveszítette a csapat. Ez volt az idény második ezüstérme, ugyanis korábban a Románia kupában is döntőbe jutott az együttes, de ott 18 pontos előnyt elszórva, hosszabbítás után vereséget szenvedett Temesvártól.
A 2014–2015-ös idény lett a legeredményesebb a tigrisek számára, a maga két ezüstérmével.
A 2014–2015-ös keret:
Edző: Szrecsko Szekulovics (2014. februárig), utána Audrius Prakuraitis (Barnabás Szászgáspár másodedző).
Edi Sinadinovic, Adrian Tudor, Andrei Căpușan, 1 - Barnabás Szászgáspár, 4 - Csongor Barabási, 5 - Goran Martinic 6 - László Polyák, 7 - Ousmane Barro, 8 - Filip Adamovic, 9 - Vaidotas Peciukas, 10 - Ivan Ivanovic, 11 - Kyndall Dykes, 12 - Adrian Oprea, 14 - Cristian Jakab, 15 - László Lázár, 17 - Goran Gajovic, Sammy Emile

### 2015–2016
A 2015–2016-os idényre maradt edzői tisztségében Prakuraitis, a távozók között található Adamovics és Dykes – mindketten Kolozsvárra igazoltak, valamint Tudor és Căpușan is. Visszatért az együtteshez Goran Martinics az irányítói posztra, és sikerült leigazolni Yurij Fraseniukot, a román állampolgársággal is rendelkező ukrán-moldovait.